# ماعز أبينزيل
ماعز أبينزيل (بالفرنسية: Chèvre d’Appenzell)‏ و(بالألمانية: Appenzellerziege) سلالة من الماعز المستأنس نادرة ومهددة بالانقراض، ذات وبر أبيض طويل، موطنها الأصلي نصفي منطقة أبينزيل التاريخية السويسرية: كانتون أبينزيل أوسيرهودن وكانتون أبينزيل إينرهودن.